# Alfred Gobert
Alfred Gobert, né le 22 septembre 1822 à Paris et mort le 10 novembre 1894 à Colombes, est un peintre français.

## Biographie
Alfred Thompson Gobert est le fils d'Antoine Nicolas Gobert et de Mary Greenwood.
Il épouse en 1852 Caroline Thierry. 
il devient peintre à la Manufacture de porcelaine de Sèvres et professeur au collège Rollin.
Il est mort à son domicile à l'âge de 72 ans

## Distinctions
- Chevalier de la Légion d'honneur en 1867[3]